# Paratrichius rotundatus
Paratrichius rotundatus är en skalbaggsart som beskrevs av Ma 1990. Paratrichius rotundatus ingår i släktet Paratrichius och familjen Cetoniidae. Inga underarter finns listade i Catalogue of Life.